# Дім, милий дім (фільм, 2016)
«Дім, милий дім» (англ. Home Sweet Home) — македонсько-косовський драматичний фільм, знятий Фетоном Байрактарі. Світова прем'єра стрічки відбулась 7 липня 2016 року на Карловарському міжнародному кінофестивалі. Фільм розповідає про військового Агрона, який тривалий час вважався мертвим. Але повернувшись додому, радість на обличчях його сім'ї незабаром змінюється сум'яттям.
Фільм був висунутий Косовом на премію «Оскар» за найкращий фільм іноземною мовою.

## У ролях
- Донат Косья — Агрон
- Арта Муцай
- Шкумбін Істрефі
- Ліа Косья
- Сусан Мустафов
- Елбін Байрактарі

## Визнання
| Нагороди та номінації фільму «Дім, милий дім» | Нагороди та номінації фільму «Дім, милий дім» | Нагороди та номінації фільму «Дім, милий дім» | Нагороди та номінації фільму «Дім, милий дім» | Нагороди та номінації фільму «Дім, милий дім» | Нагороди та номінації фільму «Дім, милий дім» |
| Рік                                           | Кінопремія / Кінофестиваль                    | Категорія / Нагорода                          | Номінант                                      | Результат                                     |                                               |
| --------------------------------------------- | --------------------------------------------- | --------------------------------------------- | --------------------------------------------- | --------------------------------------------- | --------------------------------------------- |
| 2016                                          | Карловарський міжнародний кінофестиваль       | Найкращий фільм («East of the West»)          | «Дім, милий дім»                              | Номінація                                     |                                               |